# 東京銀座資生堂ビル
東京銀座資生堂ビル（とうきょうぎんざしせいどうびる）は、東京都中央区銀座八丁目にある建築物である。資生堂銀座ビル、SHISEIDO THE GINZA（FUKUHARA GINZA内）と並ぶ、資生堂グループの銀座地区3か所の拠点の一つであり、資生堂パーラーや資生堂ギャラリーが入る。

## 歴史
1872年に福原有信がこの地で調剤薬局を開業、1902年には資生堂パーラーの前身となる「ソーダファウンテン」を開設した。関東大震災後前田健二郎の設計により資生堂パーラー再開。1962年に、谷口吉郎の設計による地下1階・地上9階建の資生堂会館竣工。1973年に資生堂パーラービルに改称するとともに全面リニューアルされたが、1997年には建替えのため解体された。現在の東京銀座資生堂ビルは2000年12月に竣工、2001年3月にオープンした。2013年には銀座7丁目に資生堂銀座ビルが竣工した。

## 建築
1919年に制定された市街地建築物法により、建築物の高さは31mに制限されていた（百尺規制）。1963年の建築基準法改正により、容積率による規制に変更されたが、この規制より大きな容積率をもつ多くの建物が既存不適格となり、老朽化しても従前より容積率の低い建物にしか建替えることが出来なくなった。1998年、中央区と銀座通連合会との協議により、中央通りをはじめとする主要道路沿いの建築物最高高さを56mとすることを決定した。東京銀座資生堂ビルは、この「地区計画銀座ルール」の適用第一号となった。
設計はスペイン出身の建築家リカルド・ボフィルが担当。1階・11階の天井は高くとられ、4階から5階にかけては吹き抜けとなっている。工期短縮などを目的とし、地下部分には旧ビルの躯体が再利用された。2種類の制震システムが導入され、第28回東京建築賞優秀賞を受賞した。外壁の赤レンガ色は、当初のリカルドのプレゼンテーションとは異なる色彩案が採用された。2002年度グッドデザイン賞受賞。

## フロア
- 11階：BAR S
- 10階：FARO
- 9階：WORD HALL
- 8階：WORD SALON
- 4階・5階：資生堂パーラー 銀座本店レストラン
- 3階：資生堂パーラー 銀座本店サロン・ド・カフェ
- 1階：資生堂パーラー 銀座本店ショップ
- 地下1階：資生堂ギャラリー

## 関連文献
- 『資生堂ギャラリー七十五年史　一九一九～一九九四』資生堂企業文化部編、資生堂、1995年3月
- 『美と知のミーム、資生堂』求龍堂、1998年。展覧会図録
- 『ザ・ギンザアートスペース　75-00』求龍堂、2001年9月